# Cascades Mandraka
Les cascades Mandraka són un petit conjunt de cascades del riu Mandraka, a uns 65 km d'Antananarivo, capital de Madagascar. La seva altura total és d'uns 30 metres.
L'aigua de les cascades s'utilitzen com a font d'energia hidroelèctrica en la presa de Mandraka i per la central hidroelèctrica de la presa Mantasoa instal·lada el 1956.